# Irene Wennemo

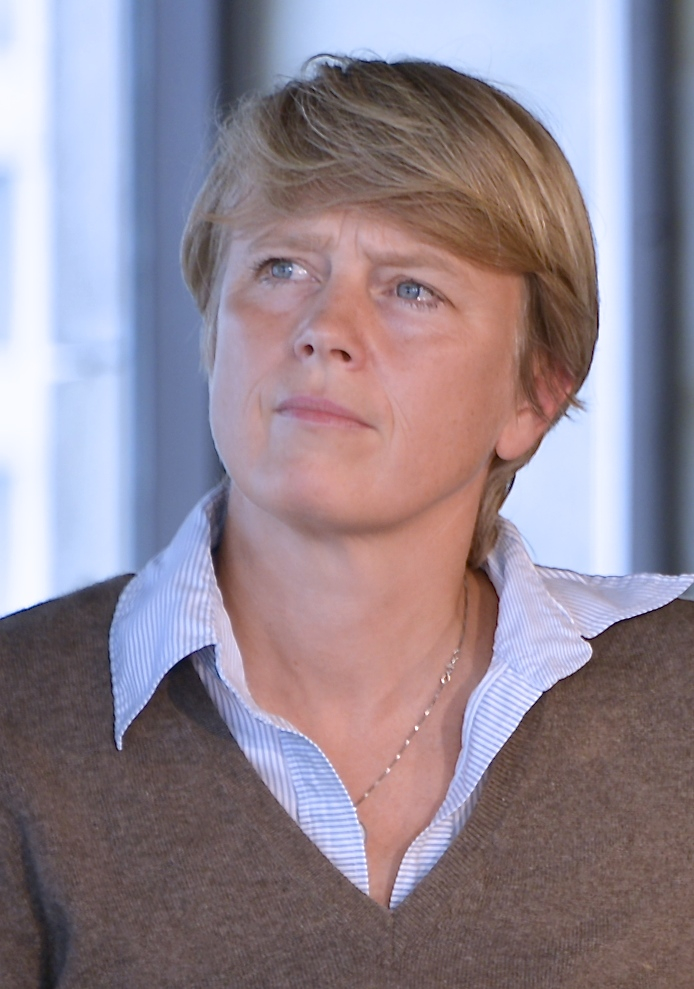
Irene Wennemo (2014)

Irene Wennemo (* 1966) ist eine schwedische Soziologin und Autorin.

## Ausbildung und berufliche Tätigkeit
Wennemo promovierte in Soziologie an der Universität Stockholm. Sie arbeitete von 1988 bis 1994 am dortigen Institut für Sozialforschung und von 1994 bis 1996 als politische Expertin. 1997 nahm sie eine Tätigkeit beim schwedischen Gewerkschaftsbund LO auf und wurde dort Leiterin der Abteilung Wirtschaftspolitik, mit Schwerpunkt Bildungspolitik von Vorschule bis Forschung.

## Werk
Ihre Arbeiten beziehen sich unter anderem auf Bildungs-, Familien-, Sozial- und Arbeitsmarktpolitik.

## Publikationen
- Anna Fransson, Irene Wennemo: Mellan princip och praktik: en rapport om föräldraförsäkringen. LO, 2004, ISBN 91-566-2070-5.
- Anna Fransson, Irene Wennemo: Var finns efterfrågan på kommunalt självstyre?: rapport. LO, 2004, ISBN 91-566-2116-7.
- Irene Wennemo: Hur har det gått för yrkesprogrammen?: en rapport om yrkesprogrammen i gymnasieskolan. LO, 2004, ISBN 91-566-2080-2.
- Anna Fransson, Irene Wennemo: Finansiering och styrning av framtidens sjukvård: det norska exemplet. LO, 2003, ISBN 91-566-1963-4.
- Anna Fransson, Irene Wennemo: Valfrihetens pris: en analys av grundskolan 1995–2001. LO, 2003, ISBN 91-566-1983-9.
- Anna Holmgren, Irene Wennemo: Inte till salu: ett samhälle med välfärd till alla. LOs välfärdsprojekt. LO, 2002, ISBN 91-566-1914-6.
- Irene Wennemo: Hur mycket kan sysselsättningen öka?: en studie av arbetsutbud och sysselsättning i Danmark, Finland, Norge och Sverige. Hjalmarson & Högberg, 2000, ISBN 91-89080-64-5.
- Joakim Palme, Irene Wennemo: Swedish social security in the 1990s: reform and retrenchment. CWR working paper, Välfärdsprojektet, 1998.
- Labour market policy for increased employment, Schwedischer Gewerkschaftsbund, 1998.
- Irene Wennemo: Sharing the costs of children. Dissertations-Serie Band 25, Institut für Sozialforschung (Universität Stockholm), 1994, ISBN 91-7604-056-9.
- Infant mortality, public policy and inequality: a comparison of 18 industrialised countries 1950-85, Särtryck Reprint Serie Band 406, Institut für Sozialforschung (Universität Stockholm), 1993.
- Irene Wennemo: The development of family policy: a comparison of family benefits and tax reductions for families in 18 OECD countries. Institut für Sozialforschung (Universität Stockholm), 1992.
- Irene Wennemo: Arbetarrörelsen och befolkningsfrågan: Knut Wicksells och makarna Myrdals befolkningsteorier. Forschungsbericht Band 10 / Särtryck Reprint Serie Band 36, Universität Stockholm, 1991.
- Irene Wennemo, Stefan Carlén: Arbetsmarknadspolitik för ökad sysselsättning. Landsorganisationen i Sverige